# Edo (città)

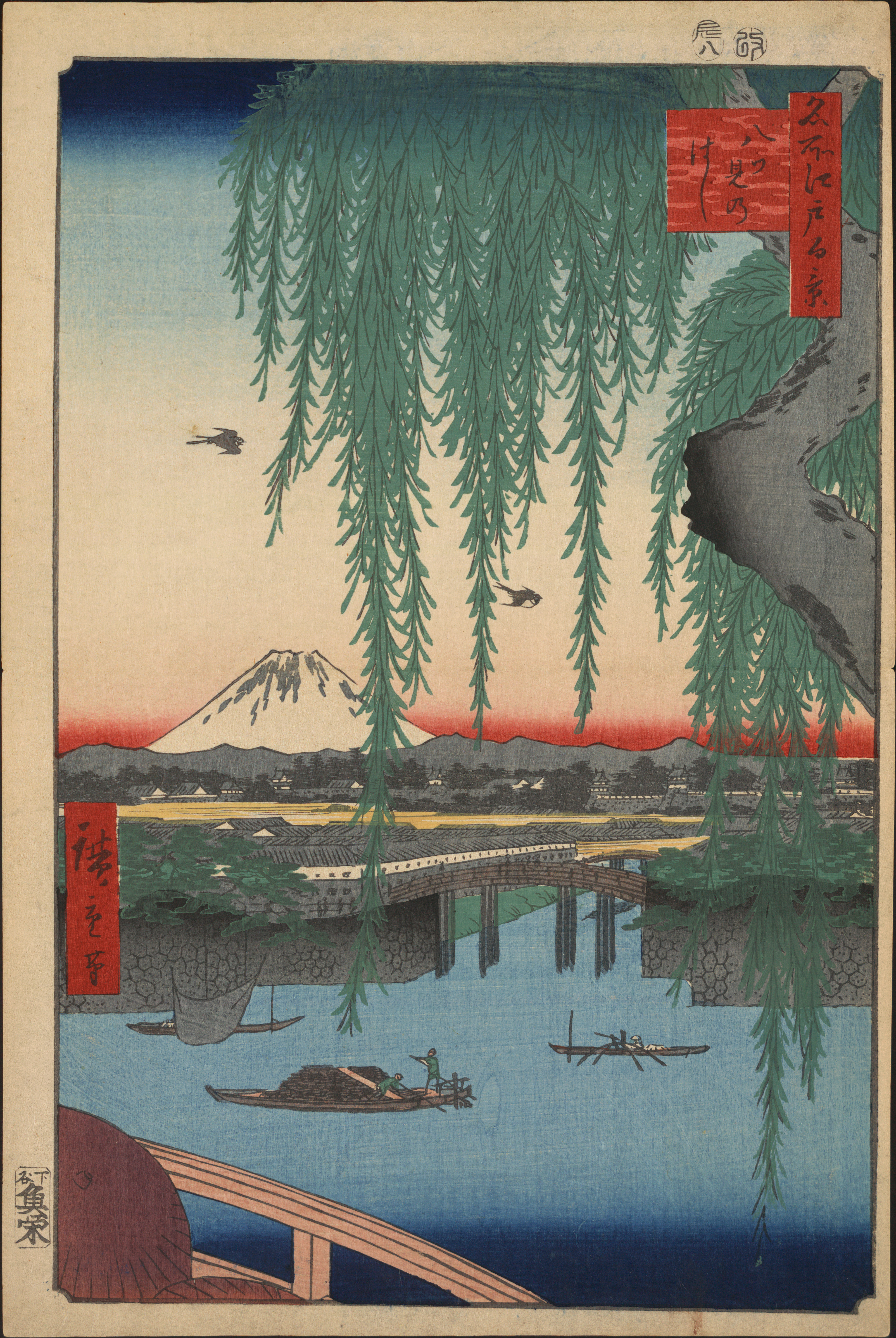
Il ponte di Yatsumi a Edo (1857 circa), tratto dalle Cento vedute famose di Edo, di Hiroshige Utagawa.

Edo (江戸?, inizialmente ゑど?, lett. "entrata della baia" o "estuario"), anche Yedo o Yeddo, era il nome originario della città di Tokyo. Fu d'uso fino al 1868 quando, a seguito della restaurazione Meiji, divenne la residenza della corte imperiale, motivo per cui venne ribattezzata Tōkyō (東京?, lett. "capitale orientale").
Lo stesso nome è usato anche per indicare il periodo storico durante il quale la città ospitava lo sede dello shōgunato. Storicamente era pronunciato Yedo: fino alla seconda metà del suddetto periodo, infatti, il kana ゑ?, we veniva pronunciato come /ye/.
Il moderno museo Edo-Tokyo, inaugurato nel 1993 nel quartiere speciale di Sumida, è dedicato alla storia della città dai tempi in cui era chiamata Edo.

## Storia

### Da villaggio a centro militare
Edo fu un piccolo villaggio costiero fino al 1457, quando il daimyō (lett. "grande nome", un signore feudale) Ōta Dōkan (太田道灌?) ne fece una cittadella fortificata costruendo il castello di Edo per conto del clan Uesugi, potente famiglia dell'antica Provincia di Musashi. A differenza delle due maggiori città giapponesi di quel tempo, la capitale Kyoto, raffinata sede della corte imperiale, ed Osaka, principale porto e centro del commercio, Edo crebbe come un centro militare dipendente dal daimyō, e la componente nevralgica della sua popolazione era costituita soprattutto da samurai e dalle loro famiglie.

### Periodo Sengoku
Attorno alla metà del XVI secolo, durante il Periodo Sengoku, il clan Uesugi fu sconfitto dal tardo clan Hōjō della vicina Provincia di Sagami, che assunse il controllo di Edo. Nel 1590, le truppe di Toyotomi Hideyoshi posero fine al dominio degli Hōjō con l'assedio di Odawara, dove il clan aveva mantenuto la propria roccaforte. L'evento segnò una tappa fondamentale nella riunificazione del Giappone. Le terre di Edo passarono quindi a Tokugawa Ieyasu, il maggiore alleato di Hideyoshi. Con la morte di quest'ultimo, la definitiva riunificazione del Paese riuscì a Tokugawa, che si era nel frattempo stabilito a Edo e fu nominato shōgun ("signore della guerra" e dittatore militare) dall'imperatore Go-Yōzei nel 1603.

### Sede dello shogunato
Edo ebbe grande sviluppo durante lo shogunato Tokugawa, la cui dittatura comprende quella parte della storia del Giappone nota come Periodo Edo, che durò dal 1603 al 1868. Durante tale periodo, la residenza e la corte dello shōgun erano nel castello di Edo, ristrutturato dalle fondamenta e grandemente ampliato da Ieyasu. Sebbene la capitale ufficiale fosse rimasta Kyoto, che era la residenza dell'imperatore, Edo in quest'epoca divenne la più grande città del Giappone. Secondo una tradizione già in uso al tempo di Hideyoshi, i daimyō di tutto il Giappone furono obbligati da Ieyasu ad avere una residenza a Edo, con l'obbligo di soggiornarvi periodicamente. In tale residenza dovevano vivere in pianta stabile la moglie e l'erede del daimyo, che erano di fatto ostaggi dello shogun. In tale modo era assicurato il controllo dello shogun sui feudatari. Nel 1635, con l'introduzione del Sankin-kōtai, tale pratica divenne legge. La concentrazione a Edo dei daimyo, delle loro famiglie e dei loro seguiti precedette il necessario arrivo di commercianti, burocrati, artigiani e contadini. In breve tempo la popolazione residente di Edo si moltiplicò.

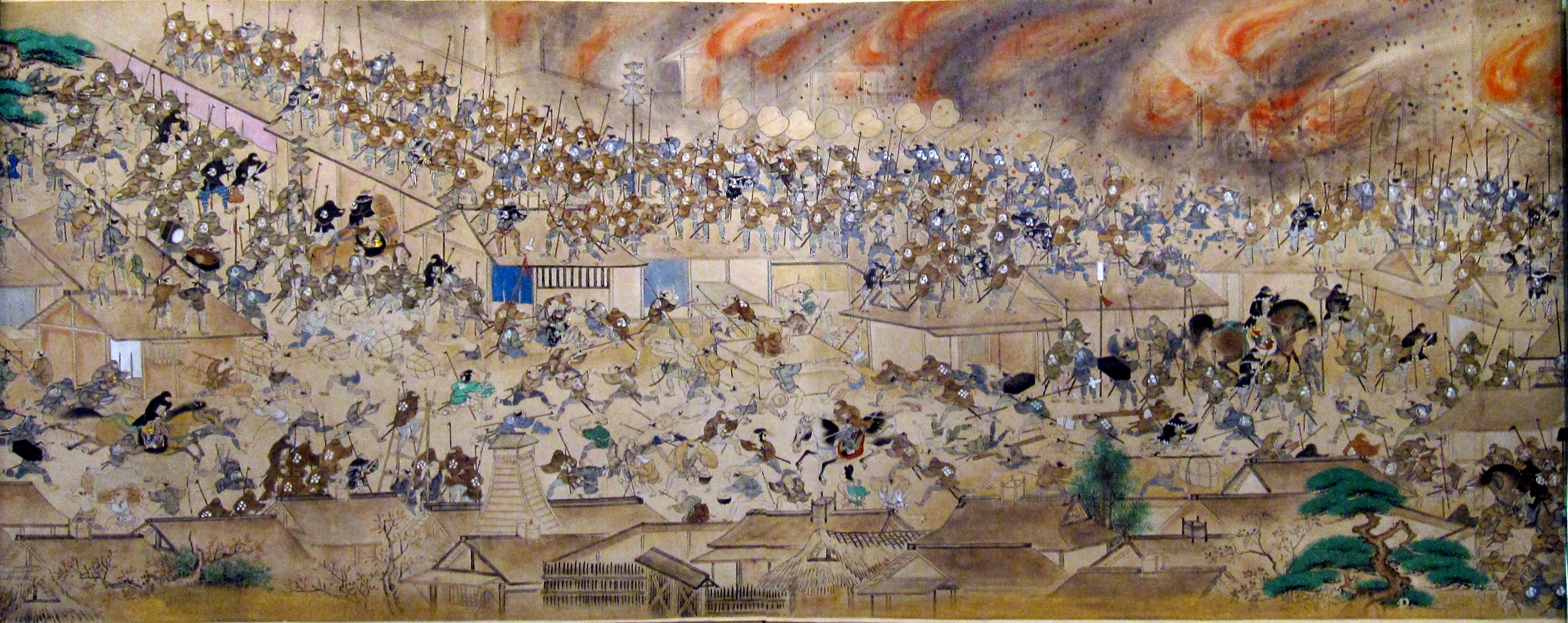
Stampa dell'Ottocento raffigurante il grande incendio di Meireki che devastò Edo

Furono creati quartieri appositi per le nuove classi sociali arrivate, con i samurai che rimasero invece nelle aree interne o vicine al castello. Nacquero diversi quartieri del piacere, tra cui il famoso Yoshiwara. Il grande agglomerato urbano formatosi, il primo di queste dimensioni nel Paese, era composto principalmente da case in legno e durante il Periodo Edo frequenti furono grandi incendi che devastarono la città. Fu quindi istituito il corpo dei vigili del fuoco cittadini. Dopo il grande incendio di Meireki che la distrusse nel 1657, Edo fu ricostruita con criteri moderni per quell'epoca.
Edo era diventata il centro del Paese ed esercitò una crescente influenza sulle altre città, soprattutto sotto il profilo culturale. Nel Periodo Edo fiorirono in Giappone diverse arti; una delle più caratteristiche fu l'Ukiyo-e (浮世絵?), un genere di incisione e stampa a colori su legno che rese famosi diversi artisti, tra i quali Hiroshige.
Una serie di editti emanati dal 1633 al 1639 imposero sul Paese una politica isolazionista nota come Sakoku (鎖国? lett. "Paese in catene"), con cui furono proibiti l'accesso in Giappone agli stranieri - eccezion fatta per gli olandesi a Dejima e i cinesi a Nagasaki - e l'uscita dal Paese ai giapponesi. Il divieto di entrata agli stranieri rimase in vigore fino al 1853, quando le Navi Nere (黒船?, Kuro Fune) statunitensi al comando del commodoro Matthew Perry ancorarono nel porto giapponese di Uraga, costringendo lo shogun a rimuovere il blocco.

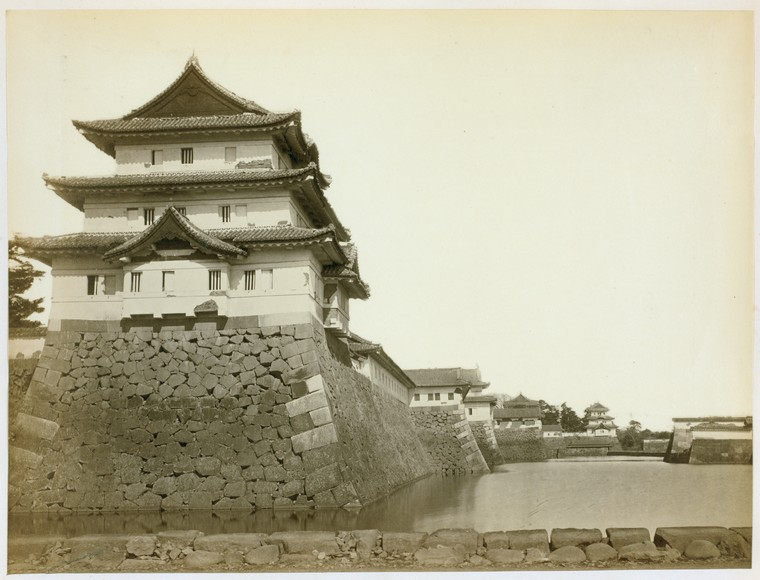
Il castello di Edo negli anni sessanta dell'Ottocento

### Fine dello shogunato: Edo diventa Tokyo
Il malumore delle fazioni contrarie ai Tokugawa fu accentuato da tale evento ed ebbe inizio l'ultima parte del Periodo Edo, chiamata Bakumatsu (幕末? letteralmente: fine della cortina), caratterizzata da una serie di conflitti interni che culminarono nella guerra Boshin (1868-1869). Questa guerra civile pose fine alla dittatura militare dello shogun e vide la restaurazione del potere imperiale, dopo l'incoronazione del sedicenne imperatore Meiji, avvenuta il 12 ottobre 1868.
Il Periodo Edo finì con la resa dello shogun, nel gennaio del 1868, e la caduta della città tra il maggio e il luglio successivi; il resto del conflitto vide le forze filo-imperiali sconfiggere gli ultimi lealisti dello shogunato, rifugiatisi in Hokkaidō. La città divenne così la nuova capitale; situata ad est della vecchia capitale Kyoto, fu ribattezzata Tokyo (東京?, Tōkyō, lett. "capitale orientale") il 3 settembre 1868. Poco dopo Meiji si trasferì da Kyoto nel vecchio castello di Edo, diventato da allora il palazzo imperiale. Ebbe così inizio il periodo Meiji, decretando l'uscita del Giappone dal Medioevo e aprendo una stagione di profondo ammodernamento del Paese, noto come rinnovamento Meiji.